# ثاچر (یوتا)
ثاچر (به انگلیسی: Thatcher) یک منطقهٔ مسکونی در ایالات متحده آمریکا است که در شهرستان باکس الدر، یوتا واقع شده‌است. ثاچر ۳۰٫۳ کیلومتر مربع مساحت و ۷۸۹ نفر جمعیت دارد و ۱٬۵۲۴٫۹۳ متر بالاتر از سطح دریا واقع شده‌است.